# Instituto Federal Baiano
Instituto Federal de Educación, Ciencia y Tecnología Baiano (Instituto Federal de Educação, Ciência e Tecnologia Baiano, IFBAIANO) es una institución educativa de la República Federativa del Brasil, creada en 2008. El I. F. Baiano nace de la integración de las antiguas Escuelas Agrotécnicas Federalel de Catu, de Guanambi (Antonio José Teixeira), de Santa Inés y Senhor do Bonfim. 

Su rectorado y campus principal se encuentra en Salvador.